# Чемпіонат України з футзалу: перша ліга
Перша ліга — футзальна ліга в Україні, друга за рангом після Екстра-ліги. Змагання ліги проводяться під патронатом АМФУ. Раніше складалася з двох зон — Східної і Західної, а зараз проводиться як звичайний чемпіонат.

## Команди-учасниці
У чемпіонаті серед команд першої ліги сезону 2012/13 брали участь 14 команд:
| Команда             | Місто            |              |              |              |
| Західна зона        | Західна зона     | Західна зона | Західна зона | Західна зона |
| ------------------- | ---------------- | ------------ | ------------ | ------------ |
| «Меркурій»          | Чернівці         |              |              |              |
| «Львівхолод»        | Львів            |              |              |              |
| «Апперкот»          | Ковель           |              |              |              |
| «Одеса»             | Одеса            |              |              |              |
| «Ураган-2»          | Івано-Франківськ |              |              |              |
| «Спортлідер+-2»     | Хмельницький     |              |              |              |
| «Кардинал-2-ДЮСШ-4» | Рівне            |              |              |              |
| «ОНПР-Укрнафта»     | Охтирка          |              |              |              |
| Східна зона         |                  |              |              |              |
| «Буран-Ресурс»      | Донецьк          |              |              |              |
| «СумДУ»             | Суми             |              |              |              |
| «Локомотив-2»       | Харків           |              |              |              |
| «Київ-НПУ»          | Київ             |              |              |              |
| «Імпульс»           | Шостка           |              |              |              |
| «Олімп»             | Кіровоград       |              |              |              |